# Bondsdagverkiezingen 2005
De bondsdagverkiezingen van 2005 in Duitsland vielen buiten het gewone schema: normaal wordt de Duitse bondsdag voor vier volle jaren verkozen, en het ontbinden ervan is in het Duitse rechtsbestel niet eenvoudig en niet gebruikelijk.
De verkiezingen werden gehouden op 18 september 2005. Een duidelijke winnaar was er niet: noch CDU/CSU en FDP, noch SPD en Bündnis 90/Die Grünen behaalden een meerderheid.

## Achtergrond en aanloop
Bij de bondsdagverkiezingen van 2002 werd de op bondsniveau regerende coalitie van SPD en Bündnis 90/Die Grünen (onder leiding van bondskanselier Gerhard Schröder) met een kleine meerderheid herverkozen.
In de jaren 2002-2005 verloor deze bondscoalitie echter veel sympathie bij de bevolking. In het bijzonder de SPD deed het in de opiniepeilingen zeer slecht. De (voorzichtige) hervormingen op sociaal vlak (ziekteverzekering, werkloosheid en rentes) die de regering in de legislatuurperiodes 1998-2002 en 2002-2006 (tot midden 2005) doorgevoerd had, toonden slechts een beperkte werking, want de werkloosheid bleef nog steeds stijgen. Dit leidde tot machtsverlies in verschillende tot dan toe door de SPD geleide deelstaatregeringen bij regionale verkiezingen, zodat er in de bondsraad een sterke Union gedomineerde meerderheid gevormd werd. Omdat in het Duitse federale systeem vele wetten door beide kamers goedgekeurd moeten worden, beknotte deze situatie de mogelijkheden van de regering in ruime mate.
Bovendien stootten de hervormingen, wegens de opeenvolgende regionale nederlagen en de negatief uitvallende opiniepeilingen ook op meer en meer vragen en weerstand binnen de eigen coalitie (een aantal SPD-leden dreigde ermee uit de partij te stappen en een eigen linkse partij op te richten).
Toen op 22 mei 2005 bij deelstaatverkiezingen in Noordrijn-Westfalen de deelstaat ook nog in handen van de oppositie overging, kondigde de kanselier onverwachts aan dat hij nog in het najaar verkiezingen zou laten plaatsvinden.

## De wettelijke problematiek

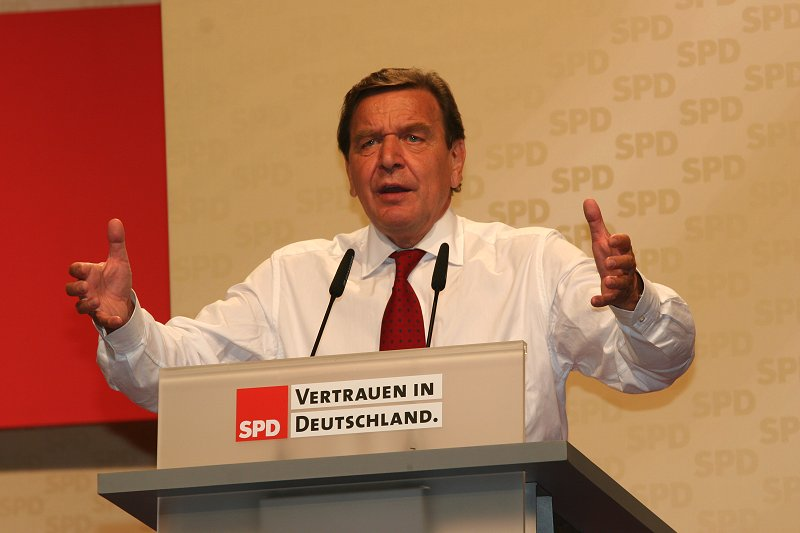
Gerhard Schröder

Principieel wordt de Duitse bondsdag voor vier volle jaren verkozen. Tussentijdse ontbinding van het parlement is volgens artikel 68 van de Duitse grondwet enkel mogelijk door de bondspresident, wanneer de kanselier in de bondsdag het vertrouwen gevraagd heeft, deze stemming verloren heeft, en de bondsdag geen andere kanselier verkiest.
Probleem hierbij was dat kanselier Schröder in feite nog steeds het vertrouwen van de meerderheid in de bondsdag had: wetten werden nog steeds met coalitie-meerderheid goedgekeurd, de meerderheid was nog steeds gesloten (er waren wel mopperaars maar geen overlopers). Vraag was dus "Hoe kan een kanselier die een meerderheid heeft in de bondsdag een vertrouwensstemming verliezen?"
In het verleden was er al twee keer (Willy Brandt op 22 september 1972 als Helmut Kohl in 1982) gebruik (sommigen zeggen misbruik) gemaakt van de mogelijkheid die artikel 68 biedt in vergelijkbare omstandigheden: een kanselier die feitelijk (nog steeds) de meerderheid heeft zorgt voor een kunstmatig gecreëerde nederlaag en provoceert zo de door hem gewenste verkiezingen. 
Willy Brandt werd in 1969 tot kanselier gekozen met een erg krappe meerderheid. Zijn regeringsprogramma richtte zich op het doorvoeren van een aantal maatschappelijke hervormingen, en de zogenoemde Ost-politik. Een aantal parlementsleden van de meerderheid liep tussen 1969 en 1972 over naar de oppositie, zodat Brandt rekenkundig de meerderheid verloor. Toch overleefde hij een door de oppositie ingebracht "konstruktives Misstrauensvotum". Brandt wist echter dat hij bij de bevolking op brede steun kon rekenen, en stelde later zelf de vertrouwensvraag. Bij de stemming onthielden zijn eigen ministers zich, zodat hij de stemming verloor. Het was duidelijk, alhoewel niet 'officieel', dat Brandt de stemming met opzet wilde verliezen om de weg voor verkiezingen vrij te maken.
Begin 1982 regeerde Helmut Schmidt met een SPD/FDP regering, maar was met massieve interne meningsverschillen geconfronteerd. Socialisten en liberalen hadden zeer verschillende opvattingen omtrent de sociale en economische politiek, evenals aangaande het zogenoemde NAVO-dubbelbesluit. Op 5 februari 1982 stelde Schmidt de vertrouwensvraag, en kreeg nog de meerderheid van de bondsdag achter zich. Nochtans, einde 1982 werd Helmut Kohl met stemmen van de FDP tot kanselier verkozen. Gezien de houding van een aantal FDP-mandatarissen niet duidelijk was, en de legitimiteit van de regering Kohl in vraag werd gesteld, besloot Kohl om via een verloren vertrouwensvraag nieuwe verkiezingen af te dwingen. Dit werd ook in de vraagstelling aan de bondsdag duidelijk aangegeven.
Deze procedure belandde beide keer voor het grondwettelijk hof, dat tot taak heeft de grondwettelijkheid van wetten, besluiten en procedures na te kijken. Alhoewel de ontbinding van de bondsdag niet ongedaan gemaakt werd, stelde het grondwettelijk hof in zijn oordeel van 1983 dat een kanselier deze procedure enkel gebruiken kan wanneer het voor hem niet meer gegarandeerd is dat de politieke krachten in het parlement hem het verder regeren mogelijk maken.
Verscheidene specialisten in grondwettelijk recht waarschuwen al lange tijd voor het mogelijk misbruik van het artikel 68. De voorziene procedure opent een achterpoortje om de kanselier of de bondsdag een (ongrondwettelijk) feitelijk (zelf-)ontbindingsrecht te geven.

## Schröders vertrouwensvraag
Op 27 juni 2005 deelde de kanselier de voorzitter van de bondsdag, Wolfgang Thierse, mee dat hij op 1 juli de vertrouwensvraag wou stellen.
In zijn vertrouwensvraag droeg Schröder er zorg voor dat hij zo dicht mogelijk aansloot bij de woorden die ook voorkomen in het oordeel van het grondwettelijk hof de dato 1983. In het bijzonder vermeldde hij dat hij niet over het permanente vertrouwen van de leden van de meerderheid kon beschikken.
Bij de stemming kreeg Schröder het vertrouwen van 151 parlementsleden, 296 stemmen tegen, en 148 onthielden zich. Er waren ook 5 afwezigen of ongeldige stemmen. De kanselier heeft de stemming dus verloren. Pikant detail is wel dat hij niet het vertrouwen in zichzelf heeft uitgesproken.

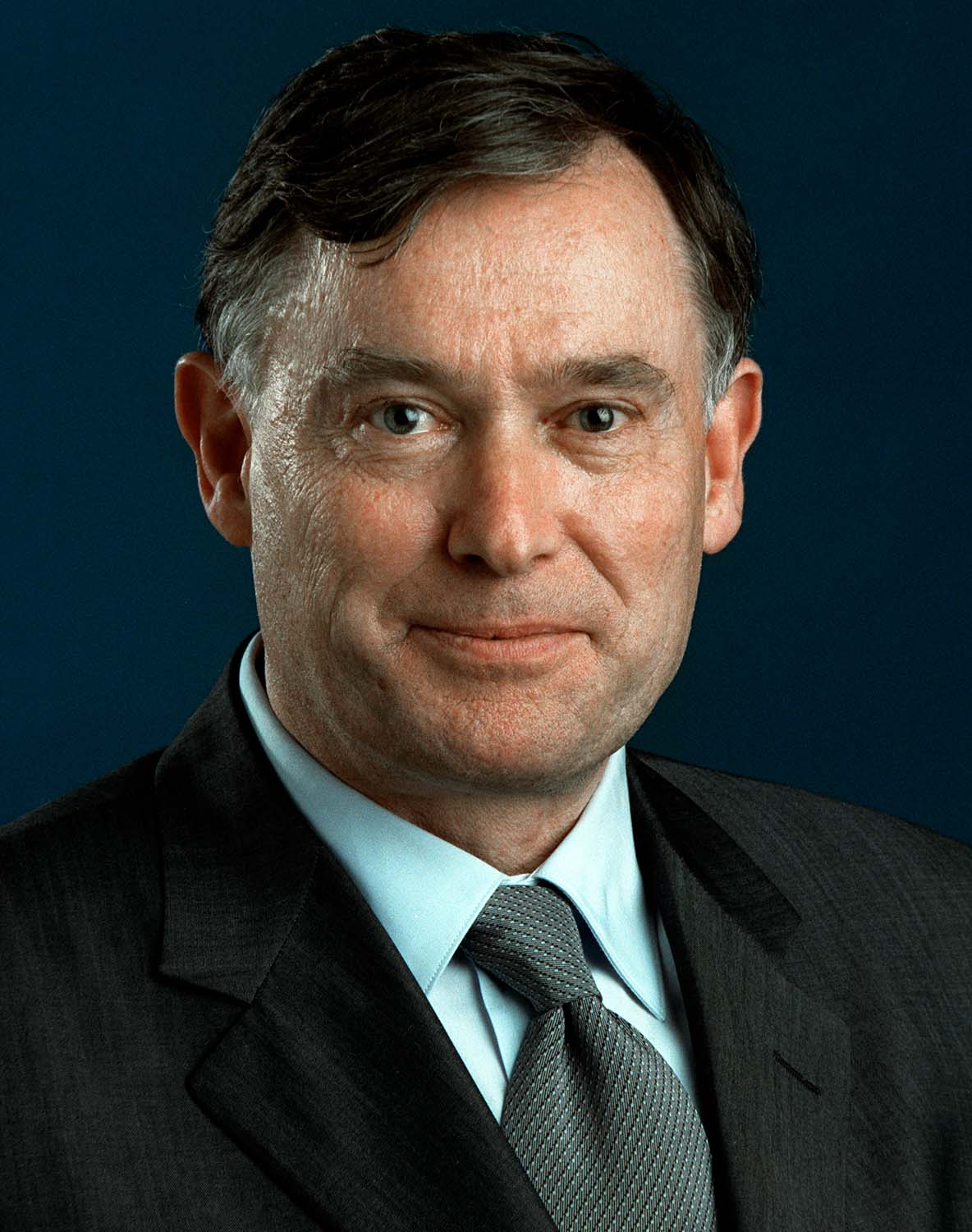
President Horst Köhler

Nadat de kanselier het vertrouwen van de bondsdag verloren had, vroeg hij de bondspresident om de bondsdag te ontbinden. De president heeft 21 dagen tijd om deze beslissing te nemen.
Tijdens deze periode overhandigt hij een vragenlijst aan de kanselier. Het antwoord op deze vragen moet de president helpen bij zijn beoordeling en bij het nemen van de uiteindelijke beslissing. In het bijzonder zou de kanselier moeten aantonen dat hij niet meer over het 'permanente' vertrouwen van de bondsdag beschikt. Immers, in zijn beslissing van 1983 had het grondwettelijk hof aangeduid dat een verloren vertrouwensvraag alleen niet voldoende is om tot ontbinding over te gaan: de president moet beoordelen of het vertrouwensverlies van blijvende aard is.
Op 21 juli deelde president Horst Köhler, nadat hij de kanselier eerst persoonlijk van zijn beslissing op de hoogte had gesteld, de ontbinding van de bondsdag in een televisietoespraak mee. Ook de president droeg er zorg voor in zijn woordkeuze zo dicht mogelijk aan te sluiten bij het reeds vermelde oordeel van het grondwettelijk hof. In het bijzonder legde hij er de nadruk op dat hij de situatiebeoordeling van de kanselier, meer bepaald dat deze niet meer over het permanente vertrouwen zou beschikken, zorgvuldig getoetst heeft, en dat zij zelf tot geen afwijkende beoordeling kon komen.

## Klachten bij het grondwettelijk hof
Verscheidene kleine partijen en twee parlementsleden hebben bij het grondwettelijk hof klacht ingediend tegen de beslissing van de bondspresident.
De kleine partijen klagen omdat zij zich door de korte verkiezingsperiode (maximaal 60 dagen) ten opzichte van de grote partijen benadeeld zien. Immers, zo hun argumenten, bij een 'normale' verkiezing weet men in principe jaren op voorhand wanneer ze zal plaatsvinden, en kunnen zij zich hierop voorbereiden. Nu, bij een korte en onverwachte verkiezingsperiode kunnen zij zich minder goed voorbereiden (bijvoorbeeld het nodige aantal handtekeningen verzamelen om als partij aan de verkiezing te mogen meedoen) dan de grote partijen die over een permanente professionele structuur beschikken. Deze klacht wordt door het gerechtshof afgewezen. De verkiezingsperiode is voor alle partijen hetzelfde, en dus is er geen voor- of nadeel, aldus het hof.
Twee leden van de bondsdag dienen eveneens klacht in: Werner Schulz (Bündnis 90/Die Grünen) en Jelena Hoffmann (SPD). Hun argumentatie berust er voornamelijk op dat de kanselier feitelijk nog steeds het vertrouwen van de bondsdag heeft (wat bewezen wordt door het feit dat voor de vertrouwensstemming nog verschillende wetten door de meerderheid goedgekeurd zijn). Volgens hen kan de angst van de kanselier om in de toekomst eventueel het vertrouwen te verliezen geen reden zijn om de bondsdag te ontbinden. Dit zou betekenen dat Duitsland tot een 'Kanzlerdemokratie' evolueert, waarbij de kanselier, net als in de tijd van de Weimarrepubliek, om de haverklap het parlement kan ontbinden.
Op 25 augustus 2005 wijst het grondwettelijk hof de klachten van de parlementsleden echter af. In de gegeven motivatie bij het oordeel stelt het hof dat het aan de kanselier toekomt te oordelen of hij nog over een meerderheid beschikt om zijn politiek voort te kunnen zetten, en dat het hof dit slechts beperkt kan controleren. Dit oordeel werd geveld met 7 stemmen tegen 1.

## Chronologie
22 mei

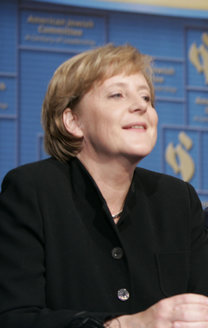
Eerste vrouwelijke bondskanselier ooit: Angela Merkel

- De SPD verliest de deelstaatverkiezingen in Noordrijn-Westfalen.
- Kanselier Schröder kondigt voor het najaar nieuwe verkiezingen aan.

30 mei
- De Union kiest Angela Merkel als hun kanselierskandidate.

27 juni
- De kanselier dient bij de voorzitter van de bondsdag de aanvraag voor het stellen van de vertrouwensvraag in.

1 juli
- De kanselier verliest de vertrouwensstemming in de bondsdag.

4 juli
- Een kleine SPD-partijdag keurt het verkiezingsprogramma ("Wahlmanifest") goed.

21 juli
- Bondpresident Horst Köhler ontbindt de bondsdag.

29 juli
- Het SPD-parlementslid Jelena Hoffmann legt klacht neer bij het grondwettelijk hof.

30 juli
- Oskar Lafontaine wordt de topkandidaat van de Linkspartei in Noordrijn-Westfalen.

1 augustus
- Het Bündnis 90/Die Grünen-parlementslid Werner Schulz legt eveneens klacht neer.

9 augustus
- Het grondwettelijk hof begint de behandeling van de klachten van de parlementsleden.

12 augustus
- Het centrale comité dat de verkiezingen controleert (='Bundeswahlausschuß') laat 34 partijen tot de verkiezingen toe.

17 augustus
- Angela Merkel stelt het Union-team voor de verkiezingen voor. De partijloze specialist en professor in belastingrecht Paul Kirchhof maakt er deel van uit. Aanvankelijk wordt deze keuze als een meesterlijke zet aangezien, maar het belastingmodel dat Kirchhof voorstaat wordt al heel snel door de SPD als sociaal onrechtvaardig aangevallen. In het verder verloop van de verkiezingsstrijd wordt Kirchhof meer en meer tot 'probleem' voor de Union.

19 augustus
- De deelstaatverantwoordelijken voor de verkiezingen (='Landeswahlausschüsse') keuren de verkiezingslijsten goed. De Linkspartei wordt in elke deelstaat toegelaten.

23 augustus
- Het grondwettelijk hof verklaart de klachten van een aantal kleinere partijen niet-ontvankelijk, en kondigt een oordeel in de klachten van de parlementsleden Hoffmann en Schultz voor 25 augustus aan.

25 augustus
- Het grondwettelijk hof wijst de klacht van de twee parlementsleden af. De verkiezingen kunnen doorgang vinden.

7 september
- De NPD-kandidate Kerstin Lorenz overlijdt. Hierdoor moeten in het kiesdistrict nr. 160 (Dresden 1), met ongeveer 220.000 kiezers, de verkiezingen voor 2 weken uitgesteld worden, dus tot 2 oktober. Als gevolg hiervan is de uitslag van 18 september slechts 'voorlopig'.

18 september
- Verkiezingsdag. Tegen alle verwachtingen en opiniepeilingen in lijdt de Union ook verlies. Noch de zittende regering, noch de oppositie behalen voldoende zetels om alleen een nieuwe regering te vormen.

2 oktober
De CDU wint bij de naverkiezingen in Dresden I het directmandaat, en krijgt hierdoor in de bondsdag een bijkomende zetel (=overhangmandaat). De verdeling van de 'tweede stemmen' heeft echter geen invloed op de zetelverdeling in de bondsdag.

## De verkiezingen

### Kandidatenlijst
Zie: Kandidatenlijst

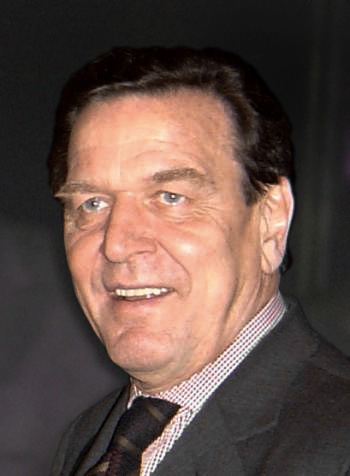
Gerhard Schröder (SPD)

### Verkiezingsuitslag
(bron: Bundeswahlleiter, zie de persmededeling van de Bundeswahlleiter)
77.7% van de kiesgerechtigden hebben hun stem afgegeven.
| Partij                | % 2005 | Verschil t.o.v. 2002 | Zetels | Direct- mandaten | Opmerkingen        |
| --------------------- | ------ | -------------------- | ------ | ---------------- | ------------------ |
| SPD                   | 34,2   | -4,3                 | 222    | 145              | 9 overhangmandaten |
| CDU                   | 27,8   | -1,7                 | 180    | 106              | 7 overhangmandaten |
| CSU                   | 7,4    | -1,6                 | 46     | 44               |                    |
| FDP                   | 9,8    | +2,4                 | 61     | -                |                    |
| Die Linke             | 8,7    | +4,7                 | 54     | 3                |                    |
| Bündnis 90/Die Grünen | 8,1    | -0,5                 | 51     | 1                |                    |
| Overige               | 4,0    | +0,7                 | -      | -                |                    |
| Totaal                | 100,0  |                      | 615    | 299              |                    |

## Coalitievorming
Al vlug na de verkiezingen bleek dat een grote coalitie tussen Union en SPD de enige haalbare mogelijkheid was. De zittende regering had geen meerderheid meer in het parlement, en wilde zich ook niet door de Linkspartij laten tolereren. Een zogenaamde "Ampelkoalition" ("stoplicht-coalitie"), de voortzetting van de huidige rood-groene coalitie, aangevuld met FDP (vandaar de naam naar de parijkleuren rood, geel en groen) werd door de FDP afgewezen. Een rood-rood-groene regering werd door alle betrokken partijen (SPD, Groene, Linkspartij) afgewezen. De laatste andere mogelijkheid, de "Jamaica-coalitie" (zwart-geel-groen), stuitte dan weer op te veel weerstand binnen de groene partij.
Nadat de personele vraagstukken (zowel de Union als de SPD eisten het kanselierschap voor zich op, respectievelijk voor Merkel en Schröder) uit de weg waren geruimd, begonnen de echte coalitieonderhandelingen, die op 11 november 2005 afgesloten werden. De coalitieovereenkomst werd op 12 november voorgesteld.

## Ongrondwettelijke stemcomputers
Op 3 maart 2009 kwam het grondwettelijk gerechtshof van Duitsland (Bundesverfassungsgericht) tot de uitspraak dat bij deze verkiezingen gebruikte stemcomputers in strijd met de Duitse grondwet waren.

## Actualiteit (externe links)
- NOS - Duitsland kiest
- Elsevier - Verkiezingen in Duitsland (via webarchive)
- Het verkiezingsdossier van het Duitslandweb

1949 · 1953 · 1957 · 1961 · 1965 · 1969 · 1972 · 1976 · 1980 · 1983 · 1987 · 1990 · 1994 · 1998 · 2002 · 2005 · 2009 · 2013 · 2017 · 2021 · 2025